# 関西学生吹奏楽連盟
関西学生吹奏楽連盟（かんさいがくせいすいそうがくれんめい）は関西の大学、高等専門学校の吹奏楽部、吹奏楽団による連盟組織である。

## 概要
1961年に関西六大学野球の応援団連盟の中から吹奏楽部だけが独立し設立され創設された。
2009年規約改正により、正式に「全日本学生吹奏楽連盟 関西支部」と明記された。

## 加盟校
2014年3月現在の加盟校は以下の通り（全24校）。
- 追手門学院大学
- 大阪学院大学
- 大阪経済大学
- 大阪経済法科大学
- 大阪工業大学
- 大阪国際大学
- 大阪産業大学
- 大阪商業大学
- 大阪電気通信大学
- 大阪府立大学工業高等専門学校
- 大手前大学
- 関西大学
- 関西学院大学
- 京都光華女子大学
- 近畿大学産業理工学部
- 神戸大学
- 神戸学院大学
- 神戸夙川学院大学
- 摂南大学
- 奈良工業高等専門学校
- 阪南大学
- 福岡大学
- 武庫川女子大学
- 桃山学院大学